# Épigénie
L'épigénie est un phénomène chimique qui consiste en la transformation de la nature chimique d'un élément par une autre sans en changer la forme. Elle est souvent rencontrée dans le processus de fossilisation.
Ce mot a été formé par le minéralogiste français Haüy à partir du radical du mot épigène (épi [en dehors] et gène).
Les organismes peuvent subir un remplacement minéralogique appelé épigénie durant l'évolution post mortem.

## Galerie épigénie

### Épigènie  minérale

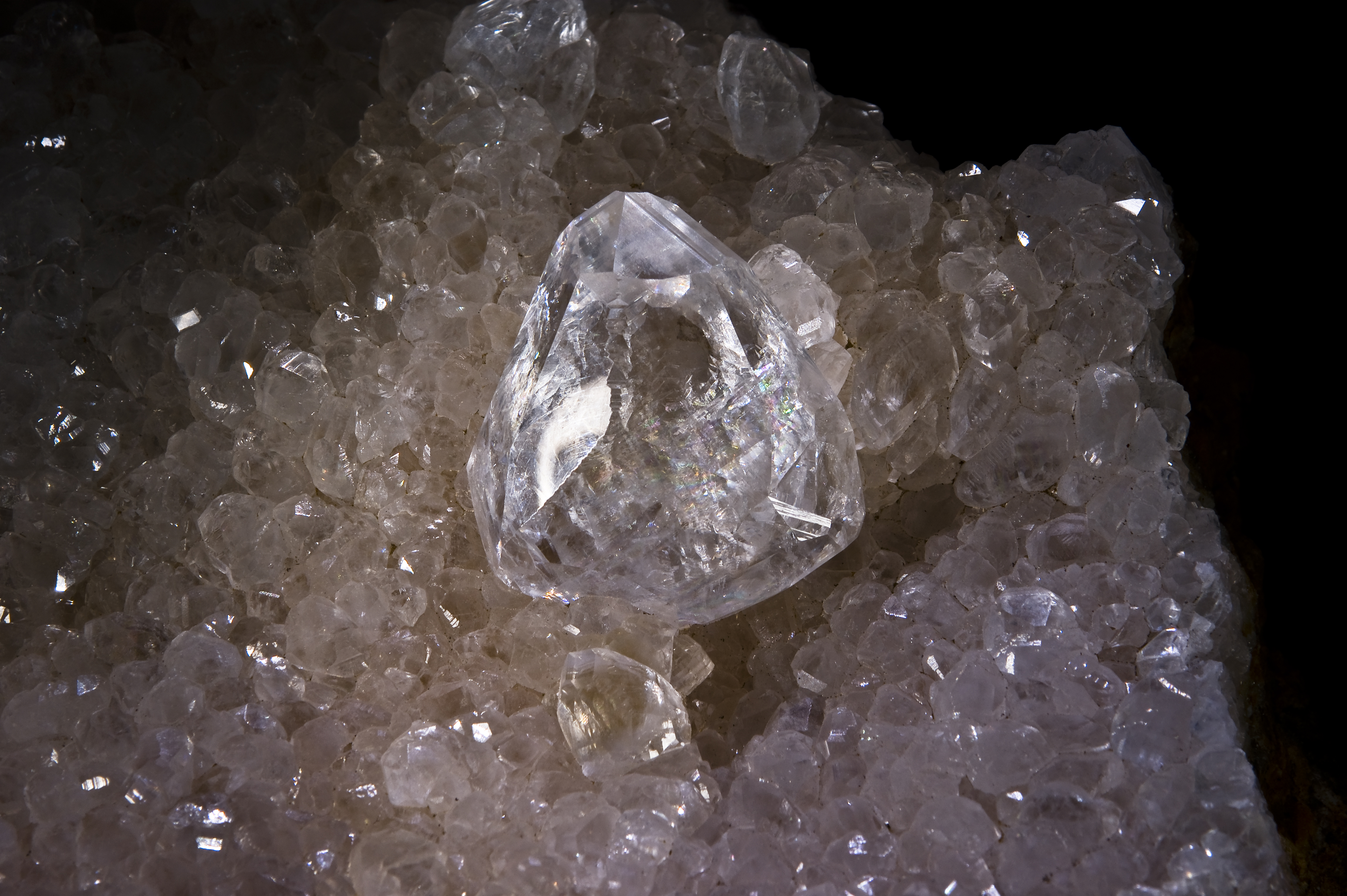
Calcite, forme stable du carbonate de calcium.
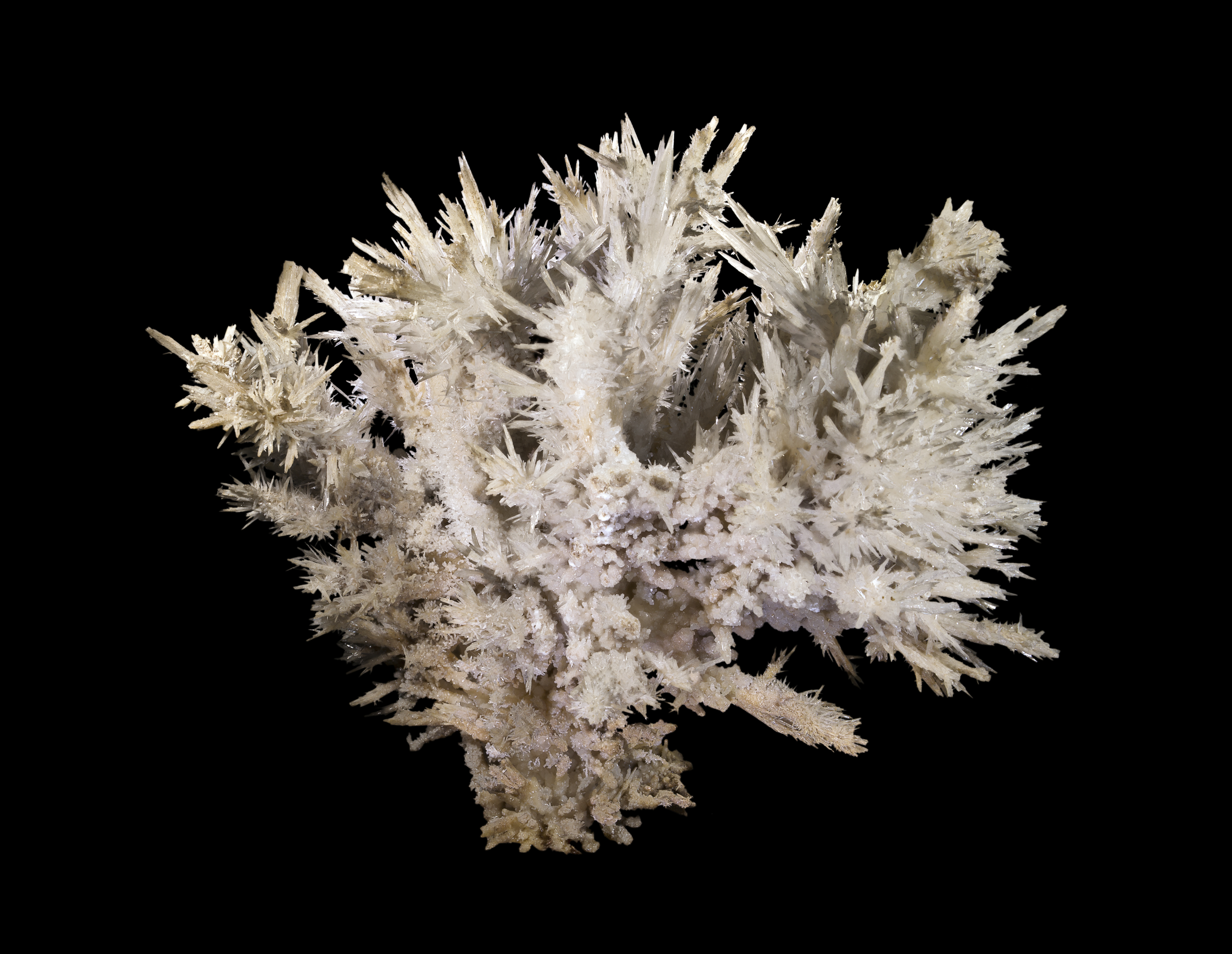
Aragonite, forme moins stable du carbonate de calcium.

### Épigène en paléontologie

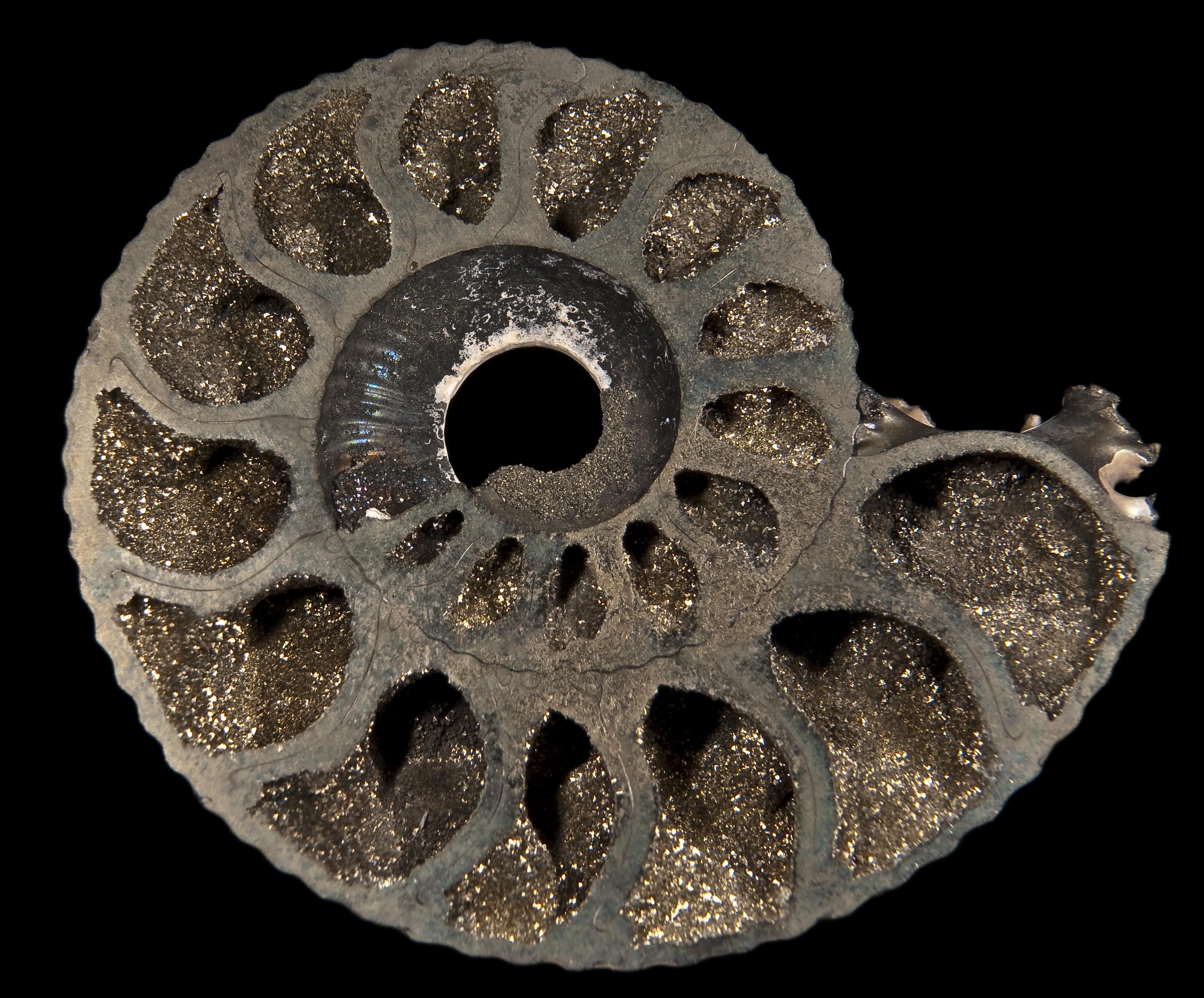
Remplacement de la coquille d'une amonite par de la pyrite.
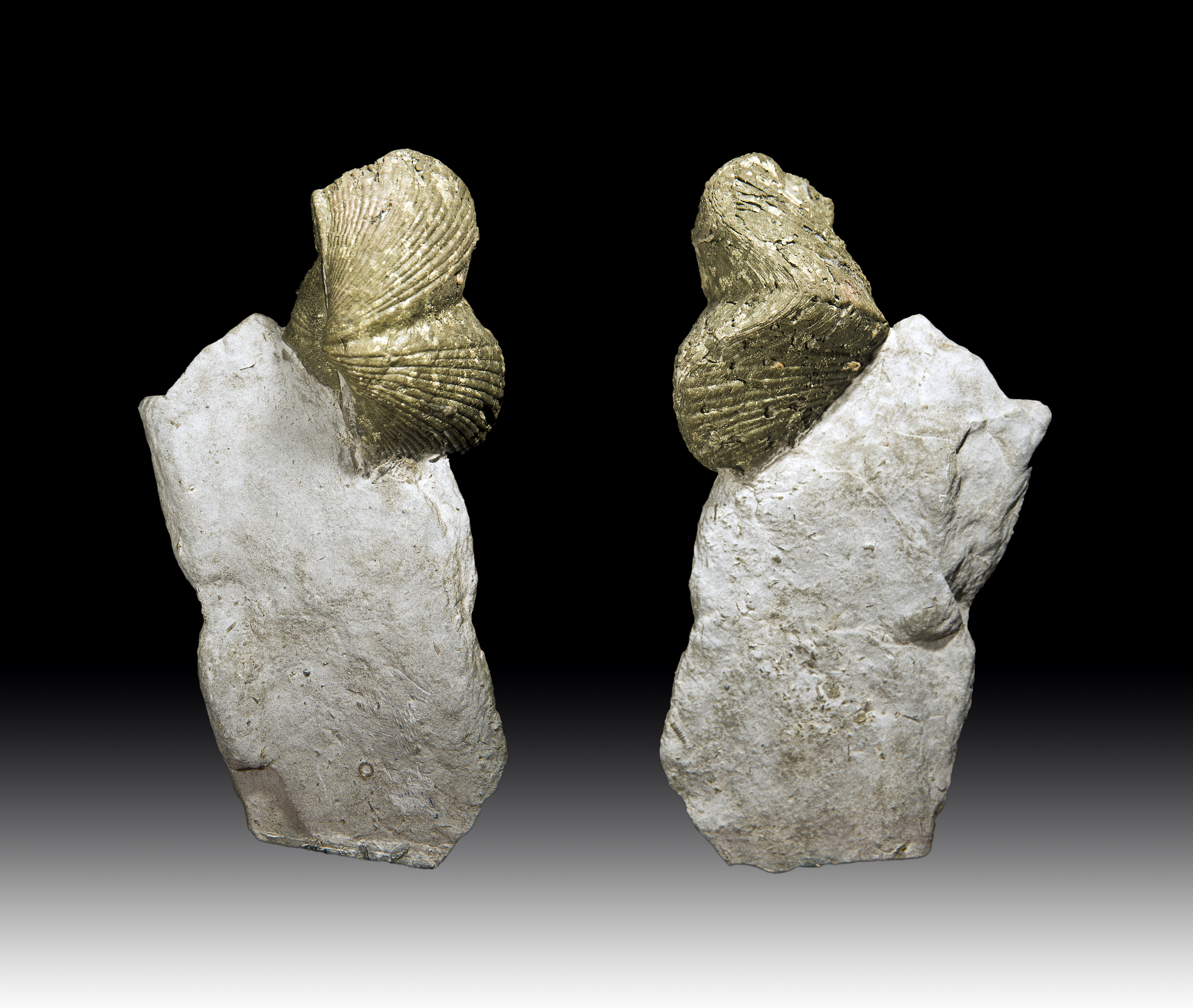
Remplacement de la coquille d'un brachiopode par de la pyrite.
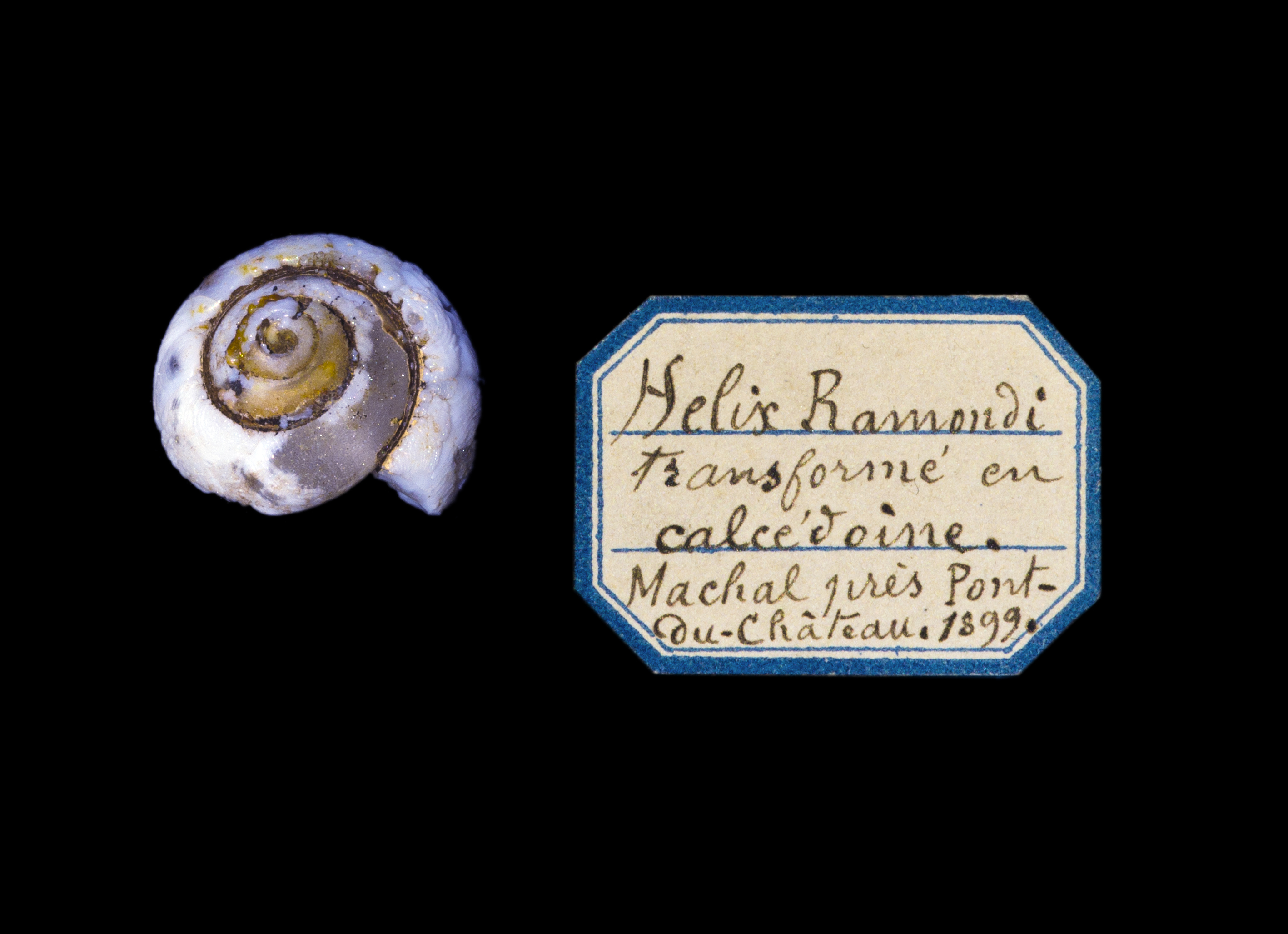
Épigénie d'un escargot en silice (lussatite).
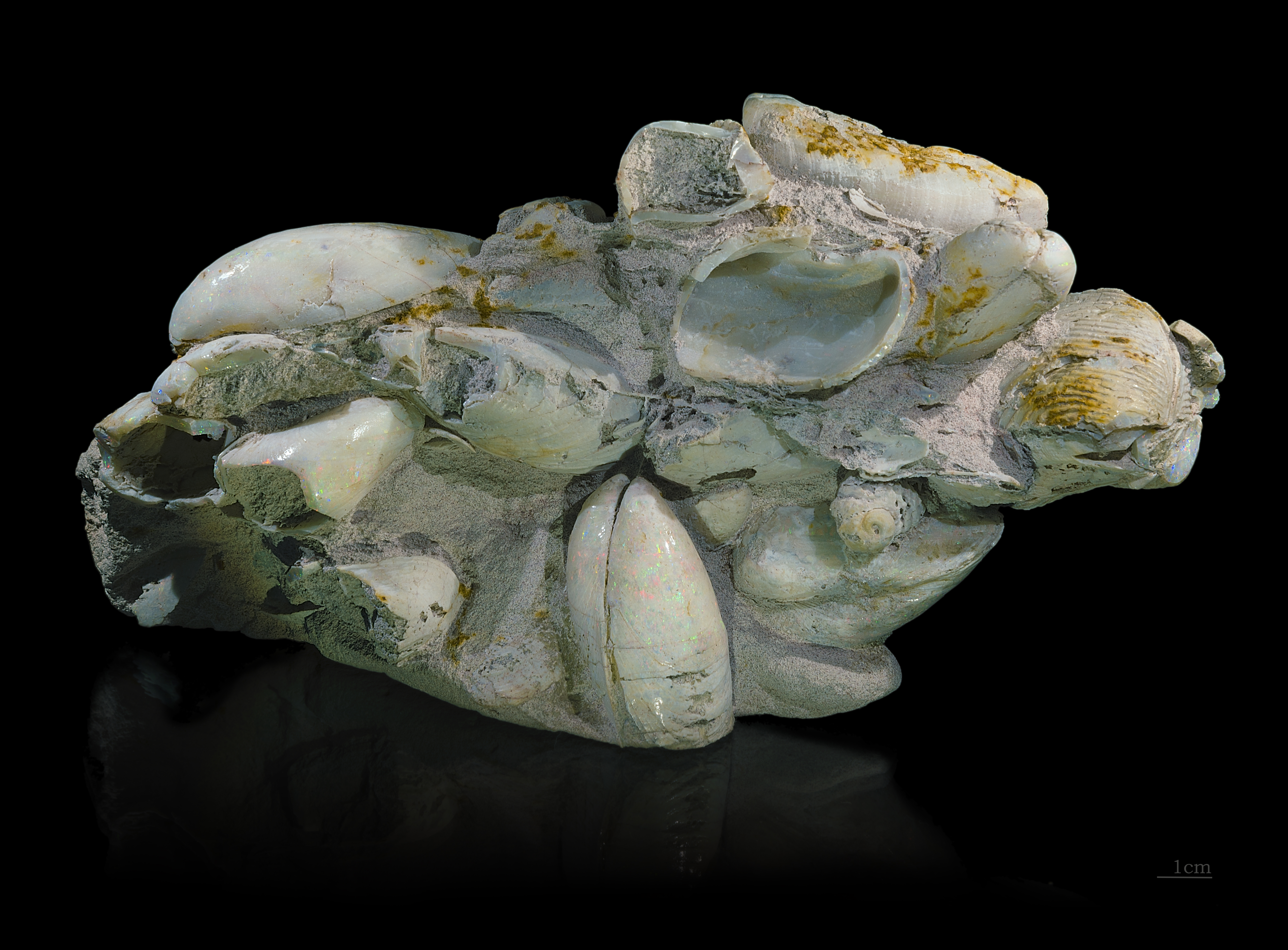
Groupe de coquillages en silice (opale).

On peut observer par exemple la transformation de la calcite en dolomite, puis en silice[réf. nécessaire]. Les minéraux siliceux sont aussi remplacés par de la calcite.